# Леопардова веслонога жаба
Леопардова веслонога жаба (Rhacophorus pardalis), наричана също борнейска летяща жаба, е вид земноводно от семейство Rhacophoridae.

## Разпространение
Видът е разпространен в Бруней, Индонезия, Малайзия и Филипини.